# Ейнштейній

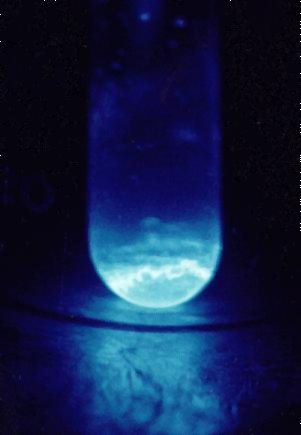
Зразок ізотопу

Ейнште́йній, або айнштайній (Es) — трансурановий хімічний елемент із атомним номером 99, радіоактивний, важкий сріблястий метал. Найважчий елемент, добутий у вагових кількостях. Названий на честь Альберта Ейнштейна. Усього відомо 19 ізотопів і 3 ізомери. Найстабільніший з ізотопів 252Es має період напіврозпаду 471,7 доби.
Електронна конфігурація [Rn]5f117s2; період 7, f-блок (актиноїд). 253Es (період напіврозпаду 20 днів) утворюється при нейтронному опроміненні Am, Pu, Cm. Відомі ступені окиснення +3 (типова для актинідів, EsBr3) та +2 (EsBr2).
Проста речовина — ейнштейній (айнштайній).

## Історія
Відкритий у грудні 1952 року шляхом аналізу ґрунту з атолу Еніветок (Маршаллові острови), де було здійснено випробування першого американського термоядерного пристрою «Майк».

## Утворення
Утворюється захопленням ядрами плутонію нейтронів:
{\displaystyle \mathrm {^{239}_{\ 94}Pu\ {\xrightarrow[{-5\ \beta ^{-}}]{+\ 14,\ 15,\ 16\ (n,\gamma )}}\ _{\ \ \ \ \ \ \ \ \ \ \ 99}^{253,\ 254,\ 255}Es} }
або при обстрілі каліфорнію ядрами дейтерію:
{\displaystyle \mathrm {^{249}_{\ 98}Cf\ +\ _{1}^{2}D\ \longrightarrow \ _{\ 99}^{248}Es\ +\ 3\ _{0}^{1}n\quad (_{\ 99}^{248}Es\ {\xrightarrow[{27\ min}]{\epsilon }}\ _{\ 98}^{248}Cf)} }

Інші ізотопи отримані при обстрілі берклію альфа-частинками:
{\displaystyle \mathrm {^{249}_{\ 97}Bk\ {\xrightarrow[{-\ 4-1\ n}]{+\alpha }}\ _{\ \ \ \ \ \ \ \ \ \ \ \ \ \ \ \ 99}^{249,\ 250,\ 251,\ 252}Es} }

## Використання
Використовується лише як сировина (ядерна мішень) з метою отримання інших трансуранових елементів методом «важких іонів». Комерційного значення не має.